# ガロア拡大
数学において、ガロア拡大（ガロアかくだい、英: Galois extension）は、体の代数拡大 E/F であって、正規拡大かつ分離拡大であるもののことである。あるいは同じことだが、E/F が代数拡大であって、自己同型群 Aut(E/F) による固定体がちょうど基礎体 F であるもののことである。ガロア拡大は、ガロア群を持ち、ガロア理論の基本定理に従うという点で、重要である。
エミール・アルティンの結果によって、ガロア拡大を次のように構成できる。E が与えられた体で、G が E の自己同型からなるある有限群で固定体が F のとき、E/F はガロア拡大である。

## ガロア拡大の特徴づけ
エミール・アルティンの重要な定理により、有限拡大 E/F に対し、以下の各ステートメントは E/F がガロア拡大であるというステートメントと同値である：
- E/F は正規拡大かつ分離拡大である。
- E は F に係数を持つ分離多項式の分解体である。
- |Aut(E/F)| = [E:F], つまり、自己同型の個数は拡大次数と等しい。

他の同値なステートメントとして以下がある：
- F[x] の既約多項式で E に少なくとも 1 つの根をもつものはすべて E 上分解しかつ分離的である。
- |Aut(E/F)| ≥ [E:F], つまり、自己同型の個数は拡大次数以上である。
- F は Aut(E) の部分群の固定体である。
- F は Aut(E/F) の固定体である。
- E/F の部分体と Aut(E/F) の部分群の間には1対1の対応がある。

## 例
ガロア拡大の例を構成する2つの基本的な方法がある。
- 任意の体 E と Aut(E) の任意の部分群を取り、F を固定体とする。
- 任意の体 F と F[x] の任意の分離多項式を取り、E をその分解体とする。

有理数体に、2の平方根を添加するとガロア拡大を与えるが、2の立方根を添加すると非ガロア拡大を与える。標数 0 だからこれらの拡大はいずれも分離的である。前者は x2 − 2 の分解体である。後者は1の虚立方根を含む正規閉包を持ち、したがって分解体ではない。実は、恒等写像の他に自己同型を持たない。なぜならば、それは実数体に含まれているが、x3 − 2 は実根を1つしか持たないからである。より詳細な例は、ガロア理論の基本定理のページを参照のこと。
体 K に対し、K の代数閉包 K が K 上ガロア拡大であることと K が完全体であることは同値である。